# Ваздушни напад на Плзењ 14. фебруара 1945.
 Ваздушни напад на Плзењ 14. фебруара 1945. године била је јесна од операција америчког ратног ваздухопловства (УСААФ) у зиму 1945. године, током последње године Другог светског рата. Бомбардовање је изведено у склопу свакодневних дејстава бомбардера УСААФ -а на западночешки град Плзењ, и ранжирну железничку станицу која је у овим нападима требало да буде оштећена за даљу употребу.

## Позадина ваздушног напада
Од почетка 1945. године било је свим зараћеним странама у Другом светском рату јасно да се на основу развој догађаја на бојним пољима није очекивао већи маневар војних трупа. Немачка је губила једну битку за другом. Са друге стране фронта надмоћ савезника у ваздуху је напрестано наставио да јача.
Немачка противавионска одбрана била је у расулу, борбене ваздухопловне јединице бориле су се и са напријатељем али и са бројним проблемима. А ти проблеми су били: недостатак авиона, искусних пилоти, земаљског особља на крају, али не најмање важно, Немцима је све више недостајало горива, због непрестаног уништавања рафинерија и складишта од стране савезнички бомбардера и локалних патриотских снага.
Ограничени број немачких ловаца који би немачки команданти слали у ваздушне борбе смањио је број оборених америчких или британских бомбардера. Последња преостала претња савезницима остала је противавионска артиљерија, иако је већ и она била знатно ослабљена и са недовољним залихама муниције.
Производња оружја Немци су обављали са непрекидним и великим потешкоћама, а мотори и други произведени делови за авионе често су каснили до аеродрома, јер се уопште нису превозили железницом, имајући у виду да су вагони углавном били уништени од стране савезника пре него што је воз и кренуо, јер су се савезнички ваздушни напади започети 1945. године, фокусирали углавном на возове и ранжирне железничке станице.
Плзењска Шкода била је примарна мета британског ваздухопловства, а затим америчког ваздухопловства, још одпочетка Другог свестког рата. Британци су покушавали да је бомбардују од 1940. године (на захтев чехословачке владе у егзилу у Лондону). Али у тадашњем стању ваздухопловства и навигације никада нису успели да је погоде. Најближи успеху били су Британци 1943. године, када су послали авионе са радаре којима је опремљена огромна бомбардерска група. Међутим, навигатори су поново погрешили и скоро ниједна бомба није погодила Шкоду. Уместо тога, Добрани, који је тада лежао на отцепљеној територији Судета, био је брутално бомбардован.
Шестог фебруара 1945. године савезници су се договорили о такозваној „Линији без бомбардирања “. Тако је овом линијом Средња Европа била раздвојена дуж границе која је водила од градова Шчећин, Берлин, Дрезден, Брно, Беч и Загреб на западно оперативно подручје у коме су дејствовали амерички и британски бомбардере и источно подручје одређено за дејства совјетске летелице.
За Плзењ и читаву југозападну Чешку у пролеће 1945. годину то је значило да треба извести што већи број напада америчких ваздухопловних снага на стратешке и тактичке циљеве, посебно на железничке станице, фабрику Шкода и транспортна чворишта.

## Претходни напади
Већина претходних ваздушних удара првенствено је имала за циљ рушење и уништење Шкодиних погона, јер су они били у саставу једне од највећих фабрика оружја у Европи.   Значај војних фабрика у Плзењу повећао се током рата јер су друге фабрике оштећене или уништене бомбардовањем. Према томе Плзењ је био један од последњих произвођача ловаца тенкова Хетзер и друге тешке немачке опреме. Напад на њих требало је да допре до немачке војне механизације и скрати рат. 
Већ током октобарског ваздушног напада 1944. године, бомбе су у малој мери бачене и на ранжирни железничку станицу, а током другог ваздушног напада у децембру неки авиони су напали главну железничку станицу, иако су бомбе углавном падале на околно подручје, укључујући Градску пивару и центар града. 

### Ваздушни напад
Ваздушни простор над Европом био је веома заузет 14. фебруара. Поред 9. ваздухопловства УСААФ, које су изнад Немачке послале преко 600 авиона, 8. ваздухопловство је извршило мисију са 830 авиона Знаћи у једном дану полетело је 1.377 бомбардера и 962 ловца са циљем да нападну производне погоне у Немачкој и на њеним окупираним територијама, и дистрибутивне центре горива и железничку инфраструктуру.
Флота тешких бомбардера 461 Б-17 званих Летећа тврђава и 281 борбених авиона П-51 Мустанга у претњи послати су у Дрезден, али и на повремене циљеве у бившој Чехословачкој, који су изабрани због лошег времена . Напад на Дрезден извело 311 је бомбардера, друга 62 авиона напала су Праг, 25 авиона Мосту а њих 12 бомбардавало је Плзењ.
Ескадрила бомбардера стигла је у Плзењ око поднева. У 11:59 часова огласио се ваздушни аларм, који је трајао до 13:46 часова, док је напад почео у 12:50 а завршио у 13:00 часова. Напад 12 бомбардера није сматран озбиљним, о чему сведочи чињеница да у Шкоди није издат аларм за напуштање постројења. Бомбардери су бацили 27,5 тона бомби на Роудну и ранжирну станицу. Могуће да је мета била само ранжирна станица, а друге бомбе које су падале изван ње нетачно су бачене. Треба напоменути да је ово била прва акција 8. ваздухопловства над Плзењом.
Два сата пре рације, ББС је упозорио људе из Плзења да ће се догодити бомбардовање и дасе склоне у склоништа. Неке ваздухопловне посаде пресреле су пренос и биле шокиране, и били су у праву. Јер се након овог обавештења противваздушна одбрана Плзења врло добро припремила и нанела губитке савезничкој авијацији. Једанаест од 276 летелица неповратно је изгубљено, над самим Плзењом, док је 58 тешко а 122 лакше оштећено.

## Последице бомбардовања
Последице су биле мале у поређењу са претходним ваздушним нападима. Погинуло је 6 људи, а једна особа је повређена. Овим бројкама треба додати још седамдесет жртава углавном укључују грађане страдале у околним општинама,, јер све бомбе нису отишле тамо где је планирано да падну. 
Уништене су само две зграде, две су тешко оштећене, а 36 зграда је претрпело мању штету.
На ранжирној станици погођено је складиште дрвета, које је већ било оштећено током октобарског бомбардовања 1944. године.
Шкодина постројења, уобичајена мета за бомбардовања Плзења, овога пута није погођена.
| Област                           | Протекторат Чешке и Моравске |
| Место                            | Плзењ                        |
| Тип догађаја                     | бомбардовање                 |
| Датум                            | 14. фебруара 1945.           |
| време                            | 12:50 до 13:00               |
| Број погинулих у Плзењу          | 6                            |
| Број страдалих у околним местима | 70                           |

## Супротстављени ставови
Акција америчких бомбардерских снага на Плзењ, Праг и још нека места у фебруару 1945. била је трагична грешка, јер је циљ бомбардовања наводно помешан са Дрезденом. Међутим, да ли је то права истина и да ли су ваздушни напади на крају рата над Чешком заправо били прецизни и циљани. Било да се ради о фабрици Шкода у Плзењу, тада последњој функционалној фабрици оружја Вермахту, прашкој Колбенки, разним војним аеродромима, рафинеријама и важним транспортним чвориштима. Са становишта војне стратегије, то је било логично, јер таква дејства убрзавају немачку агонију. 
Међутим са становишта нацистичке Немачке пропаганде, а касније и комунистичке пропаганде, био је то одвратан разбојнички чин, или настојање америчке буржоазије да ликвидира чехословачку индустрију. 
Врло специфично поглавља у рату су била и фаталне грешке совјетског ваздухопловства у последњим данима рата. Комунистичка историографија се није устручавала да их припише нацистима током многих деценија. Преко хиљаду непотребно убијених Чеха и Мораваца, као ни сами совјетски војници, нису се уклапали у слику ослободиоца, као што се у ту слику нису уклапале и у више наврата поновљених бомбардовања Американаца, који су проглашавани грешком.
Ставови Чеха могли би се поделити у три групе.
- Прву групу чине људи који су изгубили породицу или кућу, природно, они су постали главни критичари пилота.
- Другу групу чини људи из демократског отпора, који су дохађају јасно видели главног кривца - немачког окупатора - јер да нису били овде, не бисмо били бомбардовани, тврде они.
- Трећу групу чини аморфна маса грађана која је добровољано радила у фабрикама оружја за бонове за сардине, рум и дуван. То су били људи који нису имали никакве везе са сопственом нацијом, отпором, ничим и били су врло лаган предмет и нацистичке и послератне комунистичке пропаганде.